# Persone di nome Giuseppe/Ingegneri
| Questa pagina contiene informazioni ricavate automaticamente dalle voci biografiche con l'ausilio del template Bio e di un bot. L'aggiornamento è periodico e automatico e ricostruisce completamente la pagina. Se manca una persona in questa lista, sei pregato di non aggiungerla, ma accertati piuttosto che la sua voce biografica contenga il template Bio e che i dati anagrafici siano correttamente compilati. Se il template Bio manca, inseriscilo tu stesso o, in alternativa, metti l'avviso {{tmp\|Bio}} che ne segnala la mancanza. Se i dati riportati sono sbagliati, correggi direttamente la voce biografica; le modifiche saranno visibili in questa lista entro pochi giorni. Per chiarimenti vedi il progetto antroponimi. La lista contiene solo le 51 persone che sono citate nell'enciclopedia e per le quali è stato implementato correttamente il template Bio. Pagina aggiornata al 22 lug 2025. |

Questa è una lista di persone presenti nell'enciclopedia che hanno il nome Giuseppe e sono ingegneri.

## A(2)
- Giuseppe Albenga, ingegnere italiano (Incisa Scapaccino, n. 1882 - Torino, † 1957)
- Giuseppe Antonio Alberti, ingegnere e agronomo italiano (Bologna, n. 1712 - Perugia, † 1768)

## B(11)
- Giuseppe Bella, ingegnere e politico italiano (Genova, n. 1808 - Torino, † 1884)
- Giuseppe Mario Bellanca, ingegnere aeronautico italiano (Sciacca, n. 1886 - New York, † 1960)
- Giuseppe Belluzzo, ingegnere e politico italiano (Legnago, n. 1876 - Roma, † 1952)
- Giuseppe Bertolini, ingegnere italiano (Reggio nell'Emilia, n. 1790 - Roma, † 1855)
- Giuseppe Bianchi, ingegnere italiano (Imola, n. 1888 - Milano, † 1969)
- Giuseppe Antonino Biondo, ingegnere italiano (Santa Ninfa, n. 1899 - † 1988)
- Giuseppe Antonio Borgnis, ingegnere e architetto italiano (Craveggia, n. 1781 - Monza, † 1863)
- Giuseppe Bracci Testasecca, ingegnere e politico italiano (Orvieto, n. 1853 - Roma, † 1913)
- Giuseppe Breccia Fratadocchi, ingegnere e architetto italiano (Montefiore dell'Aso, n. 1898 - Roma, † 1955)
- Giuseppe Brezzi, ingegnere, dirigente d'azienda e politico italiano (Alessandria, n. 1878 - Torino, † 1958)
- Giuseppe Bruschetti, ingegnere e politico italiano (Milano, n. 1793 - Milano, † 1871)

## C(7)
- Giuseppe Cadolini, ingegnere e traduttore italiano (Milano, n. 1805 - Torino, † 1858)
- Giuseppe Cannovale, ingegnere, urbanista e imprenditore italiano (Messina, n. 1864 - † 1938)
- Giuseppe Celle, ingegnere, urbanista e architetto italiano (Genova, n. 1863 - Genova, † 1924)
- Giuseppe Ciribini, ingegnere italiano (Milano, n. 1913 - Torino, † 1990)
- Giuseppe Colica, ingegnere e scrittore italiano (Reggio Calabria, n. 1853 - Napoli)
- Giuseppe Colombo, ingegnere, imprenditore e politico italiano (Milano, n. 1836 - Milano, † 1921)
- Giuseppe Cusi, ingegnere e architetto italiano (Milano, n. 1780 - Gambara, † 1864)

## D(3)
- Giuseppe D'Urso, ingegnere italiano (Catania, n. 1935 - Catania, † 1996)
- Giuseppe Damiani Almeyda, ingegnere e architetto italiano (Capua, n. 1834 - Palermo, † 1911)
- Giuseppe Davia, ingegnere militare e matematico italiano (Bologna, n. 1710 - Bologna, † 1791)

## F(2)
- Giuseppe Ferrario, ingegnere, cartografo e topografo italiano (Luino, n. 1877 - Milano, † 1932)
- Giuseppe Foderaro, ingegnere italiano (Albi, n. 1856 - † 1932)

## G(4)
- Giuseppe Gabrielli, ingegnere italiano (Caltanissetta, n. 1903 - Torino, † 1987)
- Giuseppe Gatti Casazza, ingegnere e architetto italiano (Verona, n. 1870 - Milano, † 1947)
- Giuseppe Gualandi, ingegnere e architetto italiano (Bologna, n. 1866 - Bologna, † 1944)
- Giuseppe Guidicini, ingegnere e storico italiano (Bologna, n. 1763 - Bologna, † 1837)

## J(1)
- Giuseppe Jappelli, ingegnere e architetto italiano (Venezia, n. 1783 - Venezia, † 1852)

## M(3)
- Giuseppe Maraschini, ingegnere italiano (Milano, n. 1910 - Verona, † 1995)
- Giuseppe Momo, ingegnere e architetto italiano (Vercelli, n. 1875 - Torino, † 1940)
- Giuseppe Montucci, ingegnere e cartografo italiano (Siena, n. 1714 - † 1767)

## N(1)
- Giuseppe Nicolosi, ingegnere, architetto e urbanista italiano (Roma, n. 1901 - Roma, † 1981)

## O(3)
- Giuseppe Oliverio, ingegnere italiano (Sant'Eufemia d'Aspromonte - Altamura, † 1799)
- Giuseppe Ongania, ingegnere e politico italiano (Lecco, n. 1869 - † 1911)
- Giuseppe Orlando, ingegnere italiano (Genova, n. 1855 - Roma, † 1926)

## P(4)
- Giuseppe Pernice, ingegnere e politico italiano (Mazara del Vallo, n. 1947)
- Giuseppe Pession, ingegnere e ammiraglio italiano (Bologna, n. 1881 - Narni, † 1947)
- Giuseppe Pettazzi, ingegnere italiano (Milano, n. 1907 - Rapallo, † 2001)
- Giuseppe Pollio, ingegnere e architetto italiano (Napoli)

## R(1)
- Giuseppe Rota, ingegnere e generale italiano (Napoli, n. 1860 - Roma, † 1953)

## S(4)
- Giuseppe Salvetti, ingegnere e architetto italiano (Firenze, n. 1734 - † 1801)
- Giuseppe Scarnati, ingegnere e progettista italiano
- Giuseppe Soresina, ingegnere, architetto e cartografo italiano
- Giuseppe Speroni, ingegnere e politico italiano (Varese, n. 1825 - Varese, † 1914)

## T(2)
- Giuseppe Taliercio, ingegnere e dirigente d'azienda italiano (Carrara, n. 1927 - Venezia, † 1981)
- Alberto Theodoli di Sambuci, ingegnere, dirigente d'azienda e politico italiano (Roma, n. 1873 - Roma, † 1955)

## V(3)
- Giuseppe Venturoli, ingegnere italiano (Bologna, n. 1768 - Bologna, † 1846)
- Giuseppe Vicuna, ingegnere italiano (Siracusa, n. 1916 - Roma, † 2004)
- Giuseppe Vinci, ingegnere italiano (Vibo Valentia - Altamura, † 1799)